# Shintaro Uda
Shintaro Uda (宇田 新太郎?, Uda Shintarō; Funami, 1º giugno 1896 – Tokyo, 18 agosto 1976) è stato un ingegnere elettrotecnico giapponese, ideatore insieme a Hidetsugu Yagi dell'antenna Yagi (nota anche come antenna Yagi-Uda) nel 1926.

## Biografia
Nacque a Funami, distretto di Shimoniikawa, prefettura di Toyama. Ha compiuto gli studi accademici presso il Dipartimento di Ingegneria Elettrica dell'Università Imperiale di Tohoku, dove ha conseguito la laurea nel 1924; successivamente ha continuato a lavorare presso l'università conducendo ricerche sulle telecomunicazioni mediante onde elettromagnetiche, incluso l'allora fiorente campo delle onde ultracorte.
Uda è noto per essere il co-inventore dell'antenna Yagi-Uda, insieme a Hidetsugu Yagi. Tuttavia fu Uda che effettivamente compì i primi studi, pubblicando un primo articolo nel 1925.
Uda e Yagi lavorarono insieme presso l'Università Imperiale di Tohoku a Sendai e co-pubblicarono una descrizione del nuovo progetto di antenna su una rivista scientifica giapponese nel febbraio 1926; ma fu Yagi a rendere noto il progetto ad un pubblico più vasto due anni più tardi, grazie ad una pubblicazione di carattere internazionale. Il progetto divenne ampiamente conosciuto come antenna Yagi, ma lo stesso Yagi ha sempre riconosciuto il ruolo fondamentale di Uda nell'invenzione e sviluppo dell'antenna.
Ha viaggiato e lavorato in India, dove è stato responsabile del Dipartimento di Elettronica presso il National Physical Laboratory of India dal 1º aprile 1955 al 31 marzo 1976.

## Curiosità
Prima della sua morte, Uda espresse il desiderio che la sua tomba venisse ornata con un'antenna Yagi-Uda. Tuttavia, i parenti non hanno ritenuto opportuno erigere un'antenna sulla tomba e hanno preferito far incidere un'antenna Yagi-Uda sulla tomba della famiglia Uda.